# Liste der Ramsar-Gebiete in Kuba
Die Ramsar-Gebiete in Kuba bestehen aus sechs Feuchtgebieten mit einer Gesamtfläche von 1.188.411 ha, die unter der Ramsar-Konvention registriert sind (Stand April 2022). Das nach dem Ort des Vertragsschlusses, der iranischen Stadt Ramsar benannte Abkommen ist eines der ältesten internationalen Vertragswerke zum Umweltschutz. In Kuba trat die Ramsar-Konvention am 12. August 2001 in Kraft.
Die Ramsar-Gebiete in Kuba stellen Feuchtgebiete aus verschiedenen Ökosystemen dar und bestehen zum Beispiel aus  Mangrovensümpfen, Laubwäldern, Sandstränden, Marschland, Flüssen und Flussmündungen, Bächen, Grundwassersystemen, Süßwasser- und Brackwasserlagunen, Wattflächen, Teichen und Tümpeln, Karstgebieten, Küstenlinien mit einzelnen Inseln.
Im Folgenden sind alle Ramsar-Gebiete in Kuba alphabetisch aufgelistet.
| Nr. | Name des Gebiets                                  | Bild | Ramsar-Gebietsnr. | Ausweisungs- datum | Fläche (ha) | Höhe (m)  | Management- plan | Region                                          | Lage                     |
| --- | ------------------------------------------------- | ---- | ----------------- | ------------------ | ----------- | --------- | ---------------- | ----------------------------------------------- | ------------------------ |
| 1   | Buenavista                                        |      | 1233              | 18. Nov. 2002      | 313500      | 0–25      | Ja               | Provinz Villa Clara und Provinz Sancti Spíritus | 22,35743° N, 78,73749° W |
| 2   | Ciénaga de Lanier y Sur de la Isla de la Juventud |      | 1234              | 18. Nov. 2002      | 126200      | −6 bis 40 | Ja               | Isla de la Juventud                             | 21,59456° N, 82,80207° W |
| 3   | Ciénaga de Zapata                                 |      | 1062              | 12. Apr. 2001      | 452000      | 0–10      | Ja               | Provinz Matanzas                                | 22,33674° N, 81,36681° W |
| 4   | Gran Humedal del Norte de Ciego de Ávila          |      | 1235              | 18. Nov. 2002      | 226875      | −5 bis 1  | Ja               | Provinz Ciego de Ávila                          | 22,27514° N, 78,47672° W |
| 5   | Humedal Delta del Cauto                           |      | 1236              | 18. Nov. 2002      | 132900      | 0–2       | Ja               | Provinz Granma und Provinz Las Tunas            | 20,57365° N, 77,20093° W |
| 6   | Humedal Río Máximo–Cagüey                         |      | 1237              | 18. Nov. 2002      | 22000       | −4 bis 5  | Ja               | Provinz Camagüey                                | 21,71103° N, 77,45224° W |